# 1698

## Родени
- 8 май – Хенри Бейкър, английски естестволог († 1774)

## Починали
- 14 юни – Герит Беркхейде, холандски художник